# Spanglish (film)
Spanglish is een Amerikaanse romantisch-komische dramafilm uit 2004 over een Mexicaanse immigrante die voor een rijk Amerikaans gezin gaat werken. De film werd geregisseerd door James L. Brooks.

## Verhaal
Nadat ze door haar man verlaten werd besluit Flor Moreno met haar zesjarig dochtertje illegaal vanuit Mexico naar Los Angeles te emigreren. Ze gaat in een Spaanstalige wijk van de stad wonen en vindt er twee slecht betaalde baantjes. Wanneer haar dochter Cristina twaalf is, vindt ze dat ze haar beter in het oog moet kunnen houden en gaat op zoek naar een beter betaalde baan. Daarvoor moet ze voor het eerst het haar onbekende Engelstalige Amerika betreden.
Ze vindt een baan als huishoudster bij een welgesteld Amerikaans gezin. Vader John is een succesvol viersterrenkok, en de neurotische moeder Deborah kon het kortgeleden allemaal niet meer aan. Samen hebben ze een onzekere dochter Bernice en een jong zoontje George. Flor wil zich niet te veel inlaten met het gezin en blijft van een afstand de vreemde verhoudingen erbinnen gadeslaan. Ze blijft dan ook enkeltalig Spaans en vertelt niet dat ze een dochter heeft.
Als de zomer aanbreekt wil het gezin Clasky een strandhuis huren in Malibu via makelaar Mike, en ze willen dat Flor meegaat. Als Flor weigert omwille van haar dochter, staat Deborah erop dat ze haar meeneemt. Wanneer Cristina de familie ontmoet is Deborah onder de indruk en ontfermt zich al snel over haar; veel meer dan over haar eigen dochter. Zo gaat ze stiekem met Christina winkelen en zorgt ze voor een studiebeurs voor een dure privéschool. Flor begint zich meer en meer te storen aan Deborah's invloed op haar dochter. Ze besluit Engels te leren om de taalbarrière te doorbreken.
Nu ze wat Engels kent krijgt Flor een goed contact met John, die veel rustiger is dan Deborah. Als Deborah John opbiecht dat ze een affaire heeft gehad met Mike neemt hij Flor mee naar zijn restaurant waar hij voor haar kookt en ze een diepgaand gesprek hebben. Dat eindigt in een kus waarna Flor, die reeds ontslag wilde nemen, voorgoed vertrekt. Ze zegt Cristina dat ze niet wil dat ze nog naar de privéschool gaat waardoor de twee kort ruzie krijgen.
Cristina schrijft over dit deel van haar levensverhaal een essay dat ze naar de toelatingscommissie van de Princeton-universiteit stuurt. Ze beëindigt haar verhaal met te schrijven dat alles wat ze geworden is afhankelijk is geweest van het feit dat ze de dochter van haar moeder is.

## Rolbezetting
| Acteur              | Personage       | Opmerkingen                                  |
| ------------------- | --------------- | -------------------------------------------- |
| Adam Sandler        | John Clasky     | Vader van het rijke blanke Amerikaanse gezin |
| Téa Leoni           | Deborah Clasky  | Moeder van het Amerikaanse gezin             |
| Sarah Steele        | Bernice Clasky  | Dochter van het Amerikaanse gezin            |
| Ian Hyland          | George Clasky   | Zoontje van het Amerikaanse gezin            |
| Cloris Leachman     | Evelyn Wright   | Deborah's moeder                             |
| Paz Vega            | Flor Moreno     | Mexicaanse immigrante                        |
| Shelbie Bruce       | Cristina Moreno | Flors dochter - 12 jaar                      |
| Victoria Luna       | Cristina Moreno | Flors dochter - 6 jaar                       |
| Thomas Haden Church | Mike            | De makelaar                                  |

## Filmmuziek
De muziek voor Spanglish werd gecomponeerd door Hans Zimmer.

## Prijzen en nominaties
Spanglish won volgende prijzen:
- California on Location Awards 2004: Assistent-locatiemanager van het jaar - avondfilms voor Kei Rowan-Young.
- Imagen Foundation Awards 2005: Beste vrouwelijke bijrol - Film voor Shelbie Bruce.
- Phoenix Film Critics Society Awards 2004:
  - Beste jeugdige vrouwelijke prestatie in een hoofd- of bijrol voor Sarah Steele.
  - Doorbraak van het jaar op het witte doek voor Paz Vega.

De film werd voorts genomineerd voor:
- Golden Globes 2005: Beste originele filmmuziek voor Hans Zimmer.
- Imagen Foundation Awards 2005:
  - Beste actrice - Film voor Paz Vega.
  - Beste regisseur - Film voor James L. Brooks.
  - Beste film.
- Satellite Awards 2005: Beste actrice in een bijrol, komedie of musical voor Cloris Leachman.
- Screen Actors Guild Awards 2005: Uitstekende prestatie door een vrouwelijke acteur in een bijrol voor Cloris Leachman.
- Young Artist Awards 2005:
  - Beste familiefilm - Komedie of musical.
  - Beste prestatie in een avondfilm - Bijrol jonge actrice voor:
    - Shelbie Bruce.
    - Sarah Steele.

  - Beste prestatie in een avondfilm - Acteur van 10 jaar of jonger voor Ian Hyland.